# Стивън Петков
Стивън Петков е български футболист, играч на Ботев Пловдив . Играе като нападател. 

## Биография
Стиви е роден в град София през 1995 година на 7 май в 1:00 часа във II САГБАЛ „Шейново“ изроден от д-р Чорбова. Има по-голям брат, който е бивш ватерполист. На невръста възраст (3 год), той започва да се занимава със спорт (футбол). Започва в НУ „Иван Вазов“ – град Враца, където изучава до 3(трети) клас. На 9-годишна възраст отива в София. Там продължава своето образование в 166СУ „Васил Левски“ където завършва Средно образование.

## Кариера

### ОФК Ботев (Враца) – деца
Започва да се занимава с футбол от 4-годишен. След няколко тренировки в училище е забелязан от ръководството на ОФК Ботев (Враца), където тренира 2 години.

### ПФК Левски (София) – младежки формации
Когато е на 9 години, Стивън изкарва проби в Левски (София) и е одобрен.
Сезон 2008/2009 започва с официалните мачове за Левски (София), набор 1995 година като Стивън отбелязва 29 гола и има 34 асистенции и става шампион в зона София.
Сезон 2009/2010 Стивън има 20 гола и 22 асистенции.
Сезон 2010/2011 Стивън има 12 гола и 21 асистенции.
Има изиграни над 106 мача, 76 гола и 93 асистенции за юношески формации.

### ПФК Левски (София) – мъже
През април 2012 Стивън вкарва 2 гола на Спартак (Пловдив) и точно в този мач е забелязан от треньора на мъжкия тим Ясен Петров.
На 23 април Стивън за първи път попада в групата на Левски (София) и дебютира за мъжете срещу Калиакра (Каварна), сменяйки Тони Калво в 75-а минута.
Записва 7 мача в „А група“ с отбора на Левски (София).

### ПФК Лудогорец (Разград)
След 10 години в Левски (София), Стивън е трансфериран в настоящия шампион – ПФК Лудогорец (Разград) срещу 108 000 лв.
На 1 юли 2014 г. е трансфериран в отбора на ПФК Лудогорец (Разград) и там подписва първи професионален договор.
Има изиграни 2 мача за втория отбор (U21), където записва 1 гол и 1 асистенция. На 5 август 2014 г. БФС му спира неправомерно състезателните права. На 15 септември 2014 г. договорът е прекратен едностранно по вина на футболиста, защото няма право да изпълнява длъжността си като футболист.

### ПФК Берое (Стара Загора)
На 11 януари 2015 г. започва подготовка с отбора на Берое (Стара Загора) под ръководството на Петър Хубчев. На 7 май 2015 г. поради доказана невинност БФС възстановява състезателните му права. На 1 юни 2015 г. подписва договор с Берое (Стара Загора) за две години. Дебютния си гол за Берое (Стара Загора) и в А група вкарва в мач срещу Пирин (Благоевград) на 19 октомври 2015 год, като това е и победното попадения в мача. През сезон 2015/2016 година става бронзов медалист. На 26 юли 2016 год прекратяват договора по взаимно съгласие, като изиграва 18 мача и отбелязва 1 гол през престоя си.

### ПФК Монтана
На 27 юли 2016 г. подписва 2-годишен договор с отбора от Монтана. През сезон 2016/2017 става голмайстор на тима с 8 гола и влиза в историята на клуба, като изиграва 23 мача (22 мача за Първа лига и 1 за Купата), 8 гола (7 за Първа лига и 1 за Купата) и 2 асистенции (1 за Първа лига и 1 за Купата). На 10 юли 2017 г. прекратява договора.

### ПФК Ботев (Пловдив)
На 15 август 2017 г. е привлечен в ПФК Ботев (Пловдив), като подписва 2-годишен договор с носителя на купата и суперкупата на България. Дебютира на 18 август 2017 г. срещу Черно море с гол. Става голмайстор на тима и е в топ 3 на голмайсторите в „Първа лига“. ПФК Ботев (Пловдив) го продава в елита на португалия на Фейренсе.

### Фейренсе
На 4 януари 2019 г. Петков е обявен официално като играч на елитния португалски тим Фейренсе, договорът с новия му клуб е до 2022 г. На 10 февруари 2019 г. отбелязва първия си гол за отбора в загубата 1:3 от Спортинг (Лисабон), като след това попадението печели приза „Гол на кръга“ и „Гол на месеца“. През септември е преотсъпен под наем в Чешката Първа Лига в отбора на МФК Карвина. А през септември 2020 г. е преотстъпен в Левски (София). През сезон 2021/2022 г. изиграва 29 мача за клуба, като отбелязва 14 гола и 2 асистенции с което и става голмайстор на клуба.

### Карвина
Петков е преотстъпен под наем за един сезон в Чешкия МФК Карвина, където записва 12 мача за тима.

### ПФК Левски (София)
Стивън Петков е преотстъпен през сезон 2020/2021 в столичния гранд Левски (София).

### Обща Статистика:
| Club               | Division      | Season       | League | League | Cup  | Cup   | Europe | Europe | Total | Total |
| Club               | Division      | Season       | Apps   | Goals  | Apps | Goals | Apps   | Goals  | Apps  | Goals |
| ------------------ | ------------- | ------------ | ------ | ------ | ---- | ----- | ------ | ------ | ----- | ----- |
| Levski Sofia       | A Group       | 2011–12      | 1      | 0      | 0    | 0     | 0      | 0      | 1     | 0     |
| Levski Sofia       | A Group       | 2012–13      | 0      | 0      | 0    | 0     | 0      | 0      | 0     | 0     |
| Levski Sofia       | A Group       | 2013–14      | 6      | 0      | 0    | 0     | 0      | 0      | 6     | 0     |
| Ludogorets Razgrad | A Group       | 2014–15      | 0      | 0      | 0    | 0     | 0      | 0      | 0     | 0     |
| Beroe Stara Zagora | A Group       | 2015–16      | 18     | 1      | 0    | 0     | 0      | 0      | 18    | 1     |
| Montana            | First League  | 2016–17      | 23     | 7      | 2    | 1     | —      | —      | 25    | 8     |
| Botev Plovdiv      | First League  | 2017–18      | 26     | 15     | 5    | 4     | 0      | 0      | 31    | 19    |
| Botev Plovdiv      | First League  | 2018–19      | 18     | 6      | 2    | 1     | —      | —      | 20    | 7     |
| Feirense           | Primeira Liga | 2018–19      | 12     | 1      | 1    | 0     | —      | —      | 13    | 1     |
| Feirense           | LigaPro       | 2019–20      | 1      | 0      | 0    | 0     | —      | —      | 1     | 0     |
| Karviná            | Fortuna liga  | 2019–20      | 11     | 0      | 1    | 0     | —      | —      | 12    | 0     |
| Levski Sofia       | First League  | 2020–21      | 10     | 1      | 1    | 0     | 0      | 0      | 11    | 1     |
| Career Total       | Career Total  | Career Total | 126    | 31     | 12   | 6     | 0      | 0      | 138   | 37    |

1. ↑  Includes appearances in the Bulgarian Cup, Bulgarian Supercup, Taça de Portugal and Taça da Liga.

## Успехи

### Деца и юноши
Когато е на 9 години, Стивън печели награди като „Най-техничен състезател“ на турнира „50 години юноши УЕФА“ и „Най-техничен състезател“ на Коледен турнир на БФС.
Сезон 2008/2009 и става шампион на зона София U14. През 2009/2010 година става втори в зона София U15. През 2010/2011 година става първи в зона София U16.
През 2011/2012 година шампион в Елитна юношеска група U17. Също така е взет в дублиращия отбор на Левски. Петков не само се налага при по-възрастните си съотборници, а става и капитан на отбора.
През 2012/2013 година е Носител на Купа България U18 (родени 1995 година), също така бронзов медалист в Елитна юношеска група U19 (родени 1994 година).

### Мъжемор
- През сезон 2015/2016 година става бронзов медалист с отбора на Берое (Стара Загора).
- През сезон 2016/2017 година става голмайстор в отбора на Монтана.
- През сезон 2017/2018 става голмайстор на Ботев (Пловдив) и е в топ 3 на голмайсторите в „Първа лига“.
- През сезон 2019/2020 с отбелязания си гол срещу гранда Спортинг (Лисабон) печели приза „Гол на кръга“ и „Гол на месеца“.